# Heraklia
Heraklia (in greco Ηρακλειά?, in italiano anche Iraclia) è una ex comunità della Grecia nella periferia dell'Egeo Meridionale (unità periferica di Nasso) con 151 abitanti secondo i dati del censimento 2001.
È stata soppressa a seguito della riforma amministrativa, detta Programma Callicrate, in vigore dal gennaio 2011 ed è ora compresa nel comune di Nasso e Piccole Cicladi.